# Libnotes jocularis
Libnotes jocularis är en tvåvingeart som först beskrevs av Alexander 1940.  Libnotes jocularis ingår i släktet Libnotes och familjen småharkrankar. Inga underarter finns listade i Catalogue of Life.